# Epidendrum watsonianum
Epidendrum watsonianum là một loài thực vật có hoa trong họ Lan. Loài này được Sander mô tả khoa học đầu tiên năm 1892.